# Jérôme Guihoata
Jérôme Guihoata (Kamerun, 1994. október 7. –) kameruni válogatott labdarúgó, a Valenciennes játékosa.